# Ewa Poleszak
Ewa Justyna Poleszak – polska farmaceutka, profesor nauk farmaceutycznych, wykładowca Uniwersytetu Medycznego w Lublinie. 

## Życiorys
W 1995 uzyskała dyplom magistra farmacji na AM w Lublinie i podjęła pracę w Katedrze i Zakładzie Farmakologii z Farmakodynamiką. Pracę doktorską Udział receptorów adenozynowych w działaniu leków wpływających na układ dopaminowy obroniła pod kierunkiem prof. Danuty Malec. Habilitowała się na podstawie rozprawy Badania eksperymentalne nad znaczeniem magnezu w patogenezie i terapii zaburzeń depresyjnych i lękowych. Obecnie jest kierownikiem Katedry i Zakładu Farmacji Stosowanej i Społecznej.

## Działalność naukowa
Współautorka publikacji o łącznym współczynniku IF przekracającym 460. Jest prezesem Oddziału Lubelskiego Polskiego Towarzystwa Farmaceutycznego, biegłym sądowym w zakresie farmakologii klinicznej oraz wojewódzkim konsultantem w dziedzinie farmacji aptecznej.

## Odznaczenia
- Srebrny Krzyż Zasługi (2011)[9]
- Złoty Krzyż Zasługi (2022)[10]